# Nakagawa Yoshiki
Yoshiki Nakagawa (sinh ngày 14 tháng 7 năm 1993) là một cầu thủ bóng đá người Nhật Bản.

## Sự nghiệp câu lạc bộ
Yoshiki Nakagawa đã từng chơi cho Kashima Antlers.